# Американский дневник японской девушки
«Американский дневник японской девушки» (англ. The American Diary of a Japanese Girl) — роман японского писателя Ёнэдзиро Ногути. Написан на английском языке, впервые опубликован в США. Литературное редактирование романа осуществили Бланш Партингтон (Blanche Partington) и Леони Гилмор (Léonie Gilmour). Роман напечатан в 1901 году в двух номерах журнала «Illustrated Monthly Magazine» с иллюстрациями Гэндзиро Йото[уточнить] (Genjiro Yeto). В 1902 году роман опубликован отдельной книгой фирмой «New York firm» Фредерика Стокса (Frederick A. Stokes). В 1905 году роман напечатан на японском языке под названием 邦文日本少女の米國日記.

## История написания
Автор романа, японец Ёнэдзиро Ногути (1875—1947), родился в японской префектуре Айти в посёлке Цусима близ города Нагоя (ныне город Цусима). Учился в университете Кэйо, но не закончил его. В 1893 году отправился в США. После двухлетнего скитания по стране устроился работать корреспондентом японского газетного агентства в Сан-Франциско. Первое опубликованное произведение Ногути — сборник произведений на английском языке «Видимое и невидимое» («Seen and unseen»), вышедший в 1896 году.
Некоторое время Ногути жил в пустынном месте в горах, потом в Нью-Йорке. Живя в Америке, Ногути вёл переписку с американским писателем, гомосексуалистом Чарльзом Уорреном Стоддардом. В 1898 году Ногути задумал написать в форме дневника роман о путешествии по США молодой японской девушки. В 1901 году им был написан роман «Американский дневник японской девушки» («The American Diary of a Japanese Girl»), в этом же году роман был опубликован. Любовная переписка с Стоддардом наталкивала современных исследователей творчества Ногути на мысль, что повествование романа от имени легкомысленной японской девушки является желанием автора отразить в тайном виде свои сексуальные переживания.
Соображения о различии культур и образе жизни американского и японского народов автор изложил в романе через суждения девушки. Сопоставляя материалы биографии писателя и описанную жизнь героини литературоведы обнаружили, что писатель везде извлекал выгоду от своей этнической идентичности. Он также, как и героиня романа, будучи молодым человеком приехал в США, также занимался там торговлей — продавал японские сувениры, но когда вернулся в Японию, то преподносил себя как западник.

## Сюжет
В романе «Американский дневник японской девушки» автор описывает путешествия и жизнь японской девушки Morning Glory в Америке со своим дядей, руководителем горной компании. Путешественники приплыли в Сан-Франциско на пароходе, остановились в отеле «Палас», затем переехали пансион в Ноб Хилл, Сан-Франциско. Morning Glory познакомилась с женой японского консула, занималась торговлей сигарет на окраине китайского квартала в Сан-Франциско.
Путешествия продолжались в Лос-Анджелес, Чикаго и Нью-Йорк. По ходу дела от лица девушки автор в сатирической форме знакомит читателей с образом жизни разных слоев населения США, обычаями и культурой страны. Автор намекает на продолжение произведения, для чего в конце романа пишет, что главный герой устроился на работу домашней прислугой.

## Издания
Помощь Ёнэдзиро Ногути в редактировании романа «Американский дневник японской девушки» («The American Diary of a Japanese Girl») оказали Леони Гилмор Ёнэдзиро Ногути. Роман был опубликован в 1901 году в двух номерах журнала «Illustrated Monthly Magazine».
Ёнэдзиро Ногути написал продолжение романа под названием The American Letters of a Japanese Parlor-Maid. Однако издание романа застопорилось, поскольку его первая часть плохо продавалась. Публикация романа была отложена автором до возвращения в 1904 году в Японию. В 1904 году в Токио издатель Fuzanbo напечатал Американский Дневник японской девушки с редакторским примечанием. В 1905 году было издано продолжение книги под названием The American Letters of a Japanese Parlor-Maid  с предисловием Цубоути Сёё.
В 1905 году роман был напечатан на японском языке под названием 邦文日本少女の米國日記. В 1912 году «Американский дневник» был издан с фронтисписом в стиле укиё-э художника Эйхо Хирэдзаки.
В 2007 году «Американский дневник японской девушки» был переиздан в издательстве Temple University Press.

## Критика
В печати Японии и США долгое время продолжалось обсуждение романа. Дэвид Эвик (университет Тюо), считал, что ценность творчества Ёнэдзиро Ногути заключается в налаживании межкультурных и литературных связей между Японией и Соединёнными Штатами, между Японией и Великобританией, а его роман «Американский дневник японской девушки» представляет собой историю культуры США с точки зрения японца.
Отзывы на роман публиковались в американской и японской прессе: «Нью-Йорк таймс», «Japan Times», «The Asian Review of Books on the Web», ForeWord, «The American Book Review» и др. Историк литературы Кэтрин Халверсон считал, что героиня произведения является антифеминисткой, критик Маркс — что героиня является «неутомимой противницей гендерных стереотипов», в Temple University Press писали, что роман является «новаторским произведением азиатско-американской фантастики». Отмечалось также поверхностное знание автором американской культуры.